# جان پیرو گالئاتسی
جان پیرو گالئاتسی (ایتالیایی: Gian Piero Galeazzi؛ ‏ ۱۸ مهٔ ۱۹۴۶ – ۱۲ نوامبر ۲۰۲۱) قایقران روئینگ سابق، روزنامه‌نگار، بازیگر و مجری تلویزیون اهل ایتالیا بود. وی بین سال‌های ۱۹۶۸ تا ۲۰۱۲ میلادی فعالیت می‌کرد و در بازی‌های المپیک تابستانی ۱۹۶۸ حضور داشت.
از فیلم‌ها یا برنامه‌های تلویزیونی که وی در آن نقش داشته است می‌توان به مربی در ساحل، تیفوسی و اگر انجامش بدی، توی دردسر می‌افتی اشاره کرد.